# Gósol
Gósol est une commune de la comarque de Berguedà, en Catalogne (Espagne), qui appartient à la province de Lérida, contrairement aux autres communes de la comarque qui sont incluses dans la province de Barcelone.
Dans l'histoire de l'art, la ville est liée au peintre Pablo Picasso.

## Géographie

### Hameaux et lieux-dits
- Sorribes
- Bonner
- Collada
- Molí (moulin) d'en Güell
- Moripol
- Castell de Termes
- Font Terrers
- Torrent Senta (source de la rivière de l'Aigua de Valls)

## Histoire
Le village de Gósol était à l'origine situé près de la colline où se trouvent les ruines du château de Gósol.

## Lieux et monuments
- Château de Gósol, du XIe siècle.

## Personnalités liées à la commune

### Gósol et Picasso

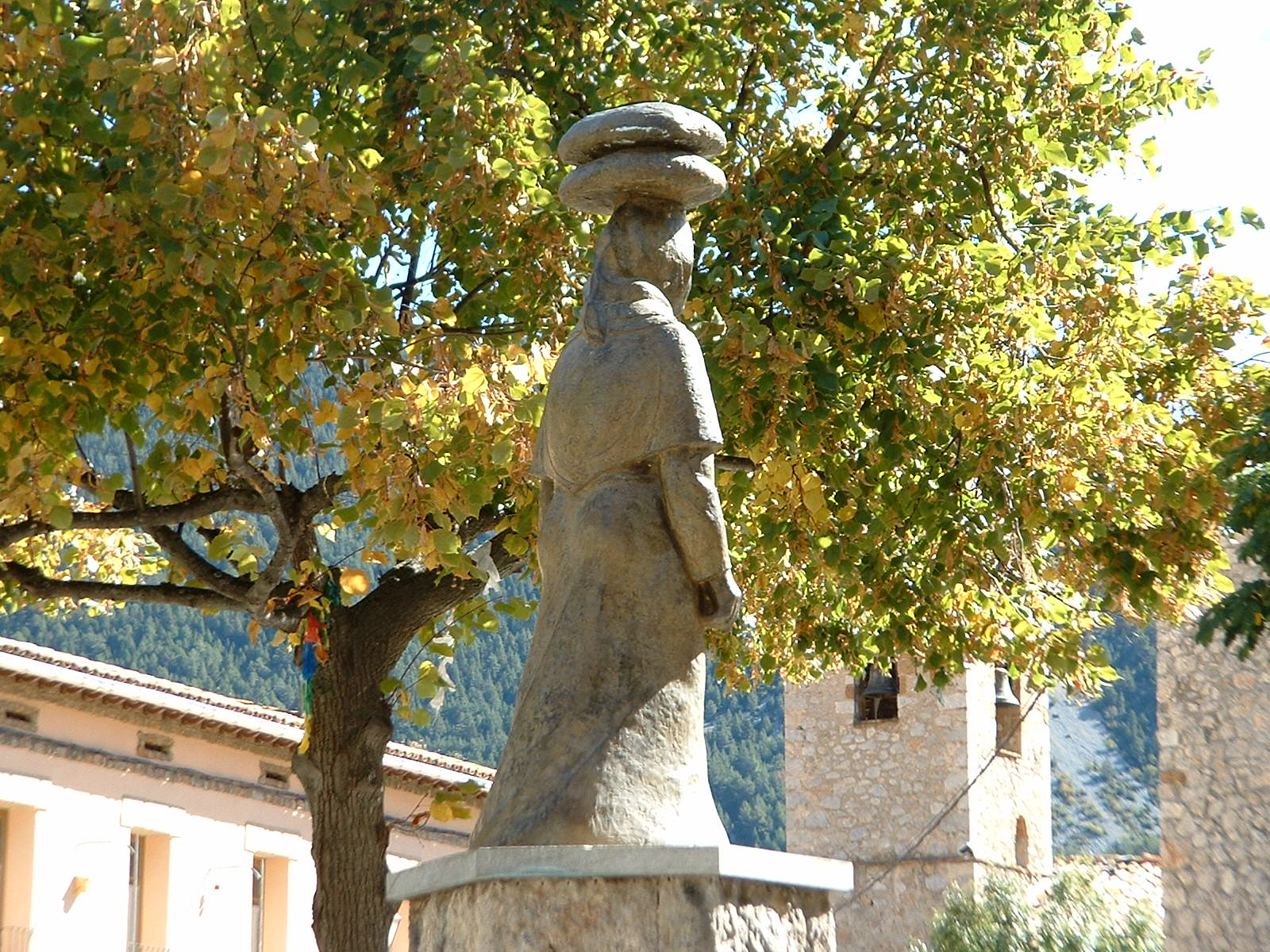
La dona dels pans (lLa femmes des pains), sculpture de Picasso située dans la ville.

La ville de Gósol a une importance majeure dans la création artistique de Pablo Picasso qui y séjourne à l'été 1906 avec sa compagne et égérie d'alors, la jeune peintre française Fernande Olivier.  
Durant quelques semaines, et avant qu'une épidémie de typhoïde ne les pousse à partir, Picasso expérimente alors une nouvelle approche dans sa peinture, alors qu'il est dans sa période rose, dont on peut deviner les prémices sur ce qui sera l'année suivante, en 1907, la naissance du cubisme. 
Ce séjour se déroule en effet sous la double influence des arts catalan roman et gothique (qui lui inspirent le tableau Les Demoiselles d'Avignon), auquel s'ajoute le choc de la sculpture ibérique ancienne qu'il découvre à Paris, au musée du Louvre, à la même époque, et qui apparaît dans ses œuvres réalisées à Gósol.

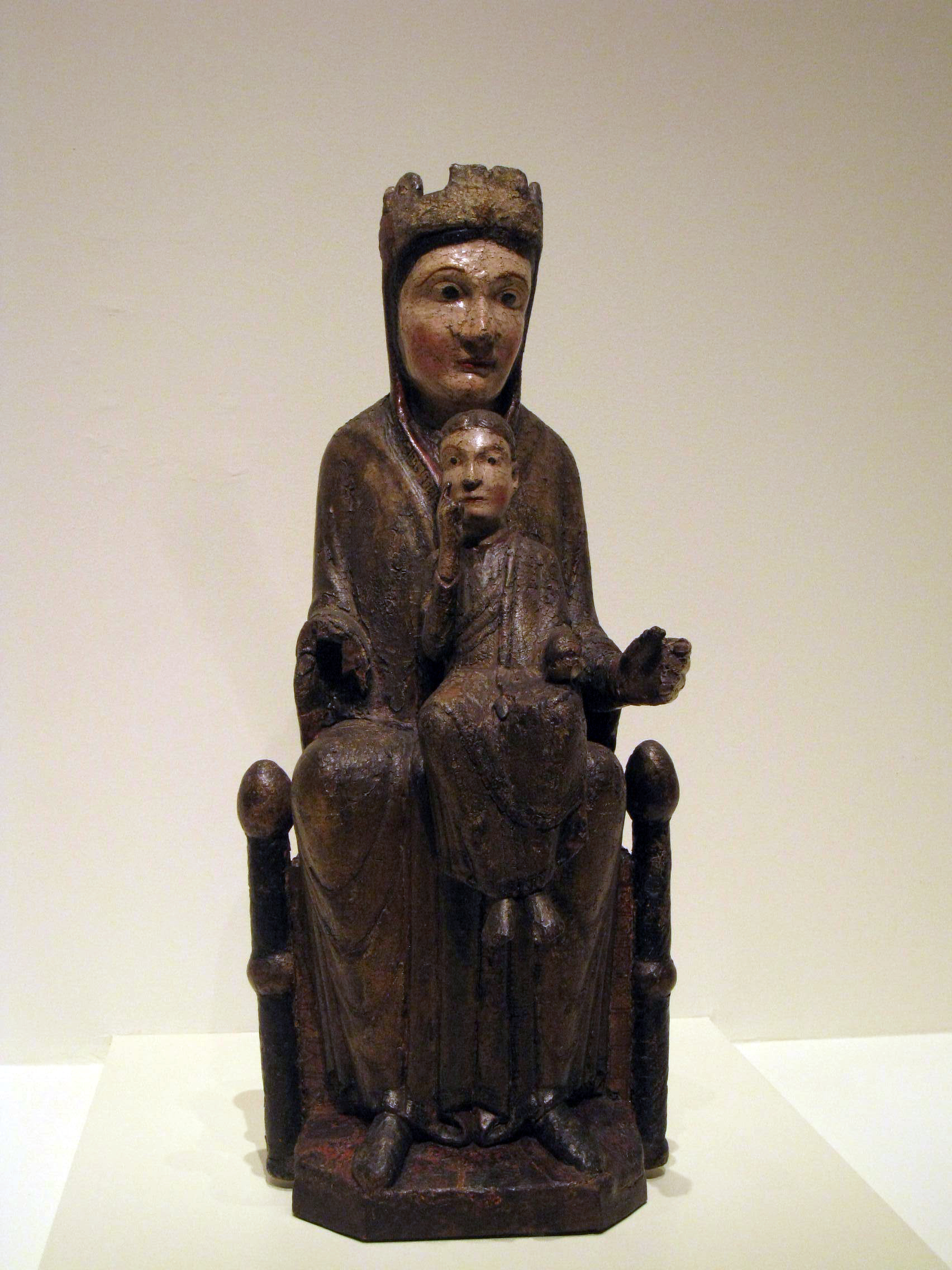
Vierge à l'enfant de Gósol.

## Culture
- Le Centre Picasso[7].